# سد کوکا کودو سینکلر
سد کوکا کودو سینکلر (به اسپانیایی: Coca Codo Sinclair) یک منطقهٔ مسکونی در اکوادور است که در کانتون ال چاکو واقع شده‌است.